# 로라의 별
로라의 별(Lauras Stern, Laura's Star)은 불가리아에서 제작된 피엣 드 라이커, 틸로 로스커치 감독의 2004년 가족, 애니메이션 영화이다. 틸로 로스커치 등이 제작에 참여하였다.

## 목소리 출연
- 에바 마테스 - 태양 역
- 페터 피츠 - 달 역